# 1939 års koralbok
Koralbok för Svenska kyrkan var en ackompanjemangsbok till 1937 års psalmbok, och utgavs 1939 för Svenska kyrkan. Drivande i arbetet var biskopen i Strängnäs Gustaf Aulén samt organisten Oskar Lindberg. Koralboken kännetecknas av en strävan efter högtidlighet och jämnhet, som gick ut över både gamla rytmiska koraler och melodier till 1800-talets väckelsesånger (de senare ersattes rent av ofta med nykomponerade melodier eller fick stå som b-alternativ i utjämnad form).